# Balsamstrauch
Der Balsamstrauch (Cedronella canariensis), auch Kanarischer Zitronenstrauch genannt, ist die einzige Art der monotypischen Pflanzengattung Cedronella innerhalb der Familie der Lippenblütler (Lamiaceae). Er  ist auf den Kanarischen Inseln, Madeira und den Azoren beheimatet.

## Beschreibung

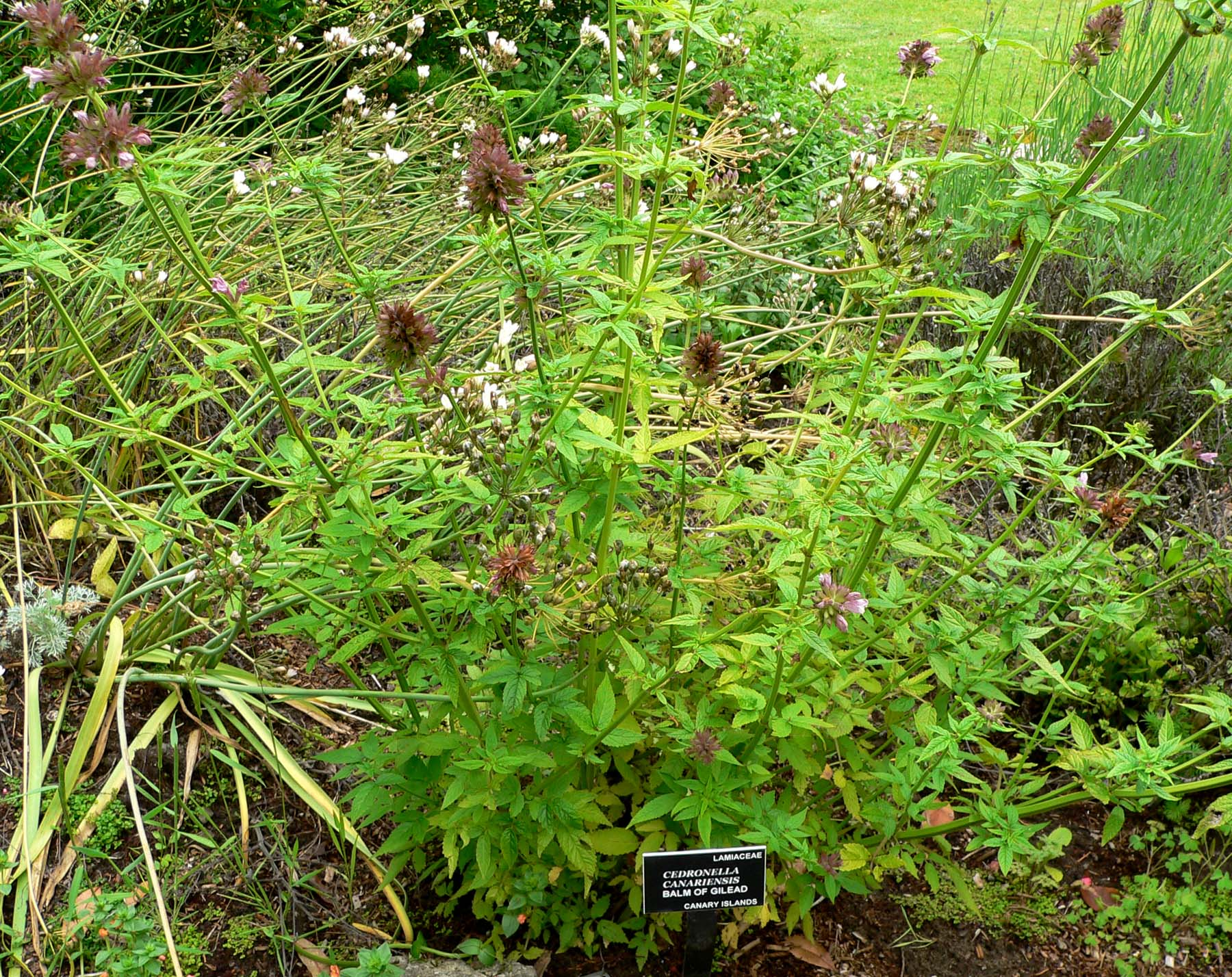
Habitus, Laubblätter und Blütenstände

Der Balsamstrauch wächst als sommergrüne, ausdauernde krautige Pflanze. Die rosafarbenen, zwittrigen Blüten werden von Insekten bestäubt.
Die Chromosomenzahl beträgt 2n = 20.

## Vorkommen
Der Balsamstrauch ist auf den Kanarischen Inseln, Madeira und den Azoren beheimatet. Er bevorzugt halbschattige und feuchte Standorte.

## Systematik
Die Erstveröffentlichung dieser Art erfolgte 1753 durch Carl von Linné unter dem Namen (Basionym) Dracocephalum canariense in Species Plantarum, 2, S. 594. Sie wurde 1836 in Philip Barker Webb und Sabin Berthelot: Histoire Naturelle des Îles Canaries, 3, S. 87 in die Gattung Cedronella gestellt. Conrad Moench hat die Gattung Cedronella 1794 in Methodus Plantas Horti Botanici et Agri Marburgensis : a staminum situ describendi, S. 411 mit der Typusart Cedronella triphylla aufgestellt. Heute ist Cedronella triphylla Moench ein Synonym für Cedronella canariensis (L.) Webb & Berthel. 

## Verwendung
Aus den Blättern kann ein Aufguss hergestellt werden. Hierzu werden entweder die frischen oder die getrockneten, noch nicht blühenden, oberirdischen Pflanzenteile verwendet.
Als Geruchsverbesserer werden auch die getrockneten Blätter verwendet, da sie einen angenehmen aromatischen Duft besitzen.